# Gajusz Juliusz Pryskus
Gaius Iulius Priscus – żołnierz gwardii pretoriańskiej za czasów cesarza rzymskiego Gordiana III. Był bratem Filipa Araba. Gdy ten został cesarzem (244), mianował Pryskusa prefektem Mezopotamii oraz rektorem Wschodu (czyli zastępcą cesarza na wschodnich rubieżach państwa). Na podległych sobie terenach Pryskus stosował twardy ucisk finansowy, co wywołało rebelie w Kapadocji (cesarzem obwołał się tam Jotapian) i Syrii (cesarzem obwołał się Uranius Antoninus). Gdy w 249 roku Filip Arab zginął w bitwie z Decjuszem, Pryskus przejął władzę w kilku wschodnich prowincjach, ogłosił się tam cesarzem i sprzymierzył się przeciwko Decjuszowi z Gotami. Zginął najprawdopodobniej podczas panowania Treboniana Gallusa (251–253).